# Дал
Дал е остров в Аляска, САЩ, част от архипелаг Александър и един от най-южно разположените острови на щата. Площта му е 657,9 km², което го прави 28-ия по площ остров на САЩ. Икономиката на острова и свързана с риболова и наличието на варовикови кариери. Намира се в Тихия океан. Дълъг е 160 км, а е широк между 16 и 96 км. Островът е покрит с много гори в северната и източната си част, но е почти без горска растителност в южната си част.
Към 2000 г. островът е обитаван от 20 жители В пещери на острова са открити следи от човешки живот датиращ от преди две три хиляди години.